# 敘利亞西北部攻勢 (2019年12月-2020年3月)
2019年12月敘利亞西北部攻勢，代號「伊德利卜黎明2號」，是敘利亞政府與其盟友於2019年12月發起的一項軍事行動，試圖從反對派手上收復伊德利卜省和周邊地區。敘軍於2019年12月19日開始攻勢後，已造成約100萬人流離失所。

## 背景
敘利亞反對派於2018年在敘利亞西南部連吃敗仗被迫撤離後，只剩下在西北部以伊德利卜省和阿勒頗省為主的地盤。當地有獲得土耳其支持的自由敘利亞軍與沙姆解放組織兩支主要反政府武裝，以及約300萬名平民。
敘政府軍於2019年4月在西北部發動新攻勢，經過歷時數月的戰鬥後，成功收復哈馬省部分地區和伊德利卜省南部部分地區。敘政府企圖打通重要的M4公路和M5公路，並收復剩餘的反政府軍控制區，於是在2019年12月在西北部再發動新攻勢。

## 過程

### 俄土停火
根據一位俄羅斯少將的說法，為該地區的許多反政府軍提供支持的土耳其已於2019年12月下旬至2020年1月上旬達成停火協議。 2020年1月9日，在伊德利卜降級區實行了停火。土耳其已派遣代表團前往莫斯科，在該地區建立新的停火協議。土耳其國防部宣布，停火將於1月12日生效，並表示敘利亞和俄羅斯的地面和空中襲擊將在午夜過後一分鐘停止。停火旨在阻止來自伊德利卜的難民湧入，並允許向該地區提供人道主義援助。
在促成的停火生效前一天的2020年1月11日，安薩爾·塔維德發布了一段視頻，內容是使用先前從敘利亞軍隊手中俘獲的重型機槍對伊德利卜省東南部的政府陣地進行機械攻擊。據報導，該組織還伏擊了一輛載有政府官員的車輛，並成功佔領了政府軍的一個陣地，在此過程中繳獲了一些輕型武器。

### 戰火重燃
2020年1月15日，敘軍與盟友在伊德利卜省南部再度開始攻勢。1月16日，敘軍在伊德利卜省東南部收復Talkhatra、Abu Jurayf和Khirbat Dawud三個城鎮。反對派其後奪回Abu Jurayf。1月17日，反對派攻佔Tal Musaytif。1月22日晚，數百名突厥斯坦伊斯蘭黨武裝分子分兩路攻擊敘軍，造成多達50名武裝分子和近40名敘軍士兵喪生。

### 收復馬雷特努曼
在阿勒頗前線，以第4裝甲師為主力的敘軍於2020年1月25日對阿勒頗西郊的反對派展開新攻勢，但進展不大。
1月24日至26日期間，敘軍收復馬雷特努曼郊區的8個村鎮，距離馬雷特努曼不足1公里。1月28日，敘軍攻入馬雷特努曼。1月29日，SOHR宣稱反對派仍控制伊德利卜省57%領土。

### 收復薩拉基卜
2月5日，敘軍收復約20個定居點，包括Resafah，已三面包圍薩拉基卜。
2月6日，第25特別任務師攻佔Afs，完成對薩拉基卜的包圍。

### 打通M5公路
2月7日，敘軍收復在阿勒頗西南郊的Zaytan、Birnah、Makhalah等城鎮。
2月8日，在薩拉基卜以北的敘軍成功越過M5公路抵達阿勒頗省西南郊，是2013年以來首次。

### 反對派反攻薩拉基卜
2月25日，敘利亞空軍攻擊在塔夫塔納茲軍用機場的土耳其部隊，未有造成傷亡。親反對派媒體表示敘政府軍攻佔Sheikh Dames和Sheikh Mustafa。
2月26日，敘軍於60小時內在伊德利卜省和哈馬省收復33個村鎮。土耳其外交部表示有2名土軍士兵喪生。
得到土耳其增援的反對派向薩拉基卜發動反攻，於2月27日再次攻佔薩拉基卜，再次切斷M5公路。親政府部隊在加卜平原和Zawiya山區收復20個村莊，完全控制加卜平原南部和整個哈馬省。同日在伊德利卜省拜爾雲哨站的土耳其軍隊遭到空襲，造成至少36名士兵喪生。
3月1日，土耳其國防部長宣佈已於2月27日展開針對敘利亞巴沙爾政府的「春之盾行動」，並宣稱截至此刻已清除2,212名巴沙爾政權士兵，摧毀103輛坦克及8架直升機等。同日敘利亞宣布关闭该国西北部地區空域。宣稱擅闖该空域的飞机或无人机會被擊落>。
3月2日，敘軍在俄軍空中支援下收復薩拉基卜。
3月4日，土耳其軍方宣稱「春之盾行動」已清除3,138名巴沙爾政權士兵，摧毀151輛坦克和47門榴彈炮等。

### 俄土二次停火
3月5日，俄罗斯总统普京在莫斯科与到访的土耳其总统埃尔多安举行会谈，双方就叙利亚伊德利卜省停火问题达成协议，伊德利卜地區的停火將於2020年3月6日00:00生效。。
第二天，敘利亞人權觀察站報導說，敘利亞政府軍與叛亂聖戰分子在賈巴爾·扎維耶發生了戰鬥，造成土耳其斯坦伊斯蘭黨的9名戰士和6名政府軍喪生。
SOHR報導說，敘利亞軍隊於3月8日無爭議地佔領了Marat Mukhus和al-Bureij村莊，敘利亞軍隊在Kafr Nalb附近取得了進展，但是當天晚些時候，叛軍重新佔領了這些地區。